# Pirata tanakai
Pirata tanakai är en spindelart som beskrevs av Brignoli 1983. Pirata tanakai ingår i släktet Pirata och familjen vargspindlar. Inga underarter finns listade i Catalogue of Life.